# Liste der Monuments historiques in Soussans
Die Liste der Monuments historiques in Soussans führt die Monuments historiques in der französischen Gemeinde Soussans auf.

## Liste der Objekte
| Bezeichnung                  | Beschreibung                         | Standort                | Kennzeichnung | Schutzstatus | Datum | Bild |
| ---------------------------- | ------------------------------------ | ----------------------- | ------------- | ------------ | ----- | ---- |
| Bas-Relief: Kreuzigungsszene | Alabaster, Ende des 15. Jahrhunderts | in der Kirche St-Romain | PM33000798    | Classé       | 1908  |      |
| Glocke                       | Bronze, 1771 gegossen                | in der Kirche St-Romain | PM33000799    | Classé       | 1942  |      |
| Skulptur Pietà               | Holz, Anfang des 16. Jahrhunderts    | in der Kirche St-Romain | PM33000800    | Classé       | 1974  |      |